# سیه‌کلان (ورزقان)
سیه‌کلان یكى از روستاهاى شهرستان ورزقان در استان آذربايجان شرقى می باشد که با قرار گرفتن در فاصله 20 کیلومتری مرکز شهرستان (ورزقان) ، از سمت شمال با معدن مس سونگون، از سمت شمال شرق با روستای آقاباباسنگ، از جنوب شرق با روستای آقبلاغ سفلی، از جنوب غرب با روستای تخمدل و از سمت غرب با روستای کیقال همسایه است.
مرتفع ترین کوه روستای سیه کلان قازان داغی نام دارد که در بالادست روستا قرار گرفته است و همچنین به دليل قرار گرفتن این روستا در حاشيه جنگل هاى قره داغ (ارسباران)، از آب و هوای جذاب و دلنشین معتدل کوهستانی برخوردار است.
شغل اهالی روستا از قدیم کشاورزی و دامپروری بوده که امروزه با پیدایش و توسعه معدن مس سونگون، اکثر اهالی در این معدن مشغول به کار شده اند.
محوطه یوخاری کت یکی از آثار ملی ثبت شده ایران در سیه کلان است که قدمت آن مربوط به قرون اولیه و میانه اسلامی می باشد و در تاریخ ۱۳۸۷/۱۲/۲۷ به شماره ثبت 26398 در مجموعه آثار تاریخی ایران ثبت شده است.
روستای سیه کلان یک سد خاکی با حجم 4 میلیون متر مکعب برای استفاده در مصارف کشاورزی دارد که با اجرای پایاب آن ، فرصت خوبی برای سرمایه گذاری در این منطقه خواهد بود.
بنا به گفته بزرگان روستا وجه تسمیه سیه کلان از ایل قاراپاپاخ (سیاه کلاهان) گرفته شده است.